# Лысенко, Александр Карпович
Александр Карпович Лысенко (10.12.1910, Гродненская область — 23.01.1976) — начальник паровозного отделения Лиски Юго-Восточной железной дороги.

## Биография
Родился 10 декабря 1910 года в городе Лида Гродненской области Белоруссии в семье железнодорожника. Вскоре с родителями отцом переехал на станцию Морозовскую Ростовской области, куда отца перевели машинистом водокачки. Здесь окончил школу-семилетку. В 1930 году, по окончании Борисоглебского техникума путей сообщения, был направлен в депо Лиски Юго-Восточной железной дороги. Стал работать помощником машиниста, вскоре самостоятельно повёл грузовые поезда.
В 1932 году был призван в Красную Армию, проходил службу в Курске. Вернувшись в депо Лиски, работал мастером по монтажу и освоению нового оборудования. В 1937 году был назначен начальником планово-производственного бюро, летом 1938 года — начальником Лискинского паровозного хозяйства.
С началом Великой Отечественной войны умело организовывал полевые водокачки и передвижные склады топлива. При первой бомбёжке Лискинского узла летом 1942 года был ранен и контужен, но остался в строю, организовав ликвидацию разрушений депо. В октябре 1942 года был назначен начальником колонны паровозов № 19 особого резерва НКПС. В январе 1943 года был вновь назначен на пост начальника отделения паровозного хозяйства в депо Лиски.
Указом Президиума Верховного Совета СССР от 5 ноября 1943 года «за особые заслуги в обеспечении перевозок для фронта и народного хозяйства, за выдающиеся достижения в восстановлении железнодорожного транспорта в трудных условиях военного времени» Лысенко Александру Карповичу присвоено звание Героя Социалистического Труда с вручением ордена Ленина и золотой медали «Серп и Молот».
Директор-полковник тяги А. К. Лысенко проделал большую работу по восстановлению хозяйства Лискинского узла. Для бесперебойной работы отделения в зиму 1943—1944 года были восстановлены пункты водоснабжения, электростанции, отремонтирован поезд с монтажом механического оборудования, склад топлива с общежитием для рабочих.
Позже возглавил Лискинское отделение. В 1947 году был избран депутатом Верховного Совета РСФСР. В 1972 году ушел на пенсию. Скончался 23 января 1976 года.
Награждён орденами Ланина, Трудового Красного Знамени, медалями.